# 杨盛川
杨盛川（1946年—），广西资源人，苗族，中华人民共和国政治人物、第十一届全国人民代表大会广西地区代表。
担任广西资源县两水苗族乡社水村党支部书记，是中共党员。2008年起担任全国人大代表。